# Tegenaria comnena
Tegenaria comnena är en spindelart som beskrevs av Brignoli 1978. Tegenaria comnena ingår i släktet husspindlar, och familjen trattspindlar.
Artens utbredningsområde är Turkiet. Inga underarter finns listade i Catalogue of Life.